# Wim van Est
Wim van Est (Fijnaart, Moerdijk, 23 de març de 1923 - Roosendaal, 1 de maig de 2003) va ser un ciclista neerlandès que fou professional entre 1949 i 1965. Practicà tant el ciclisme en pista com en carretera. Al llarg de la seva carrera aconseguí 81 victòries.
Era anomenat el supervivent de l'Aubisque. Va ser el primer neerlandès a portar el mallot groc del Tour de França.

## Biografia
Per guanyar-se la vida Vim van Est començà dedicant-se al tràfic de tabac, en què feia servir la bicicleta com a mitjà de transport, però fou detingut i passà un temps a la presó.
El 1946 s'inicià en el món del ciclisme, després que un ciclista professional el veiés córrer en una competició local. La seva primera gran victòria va tenir lloc el 1950 a la Bordeus-París, la més llarga de les clàssiques (més de 550 km).
El 1951 va formar part de l'equip neerlandès al Tour de França. A la 12a etapa, entre Agen i Dacs, es va escapar amb un petit grup, guanyant l'etapa amb 19 minuts sobre el líder, cosa que li va permetre vestir-se amb el mallot groc. D'aquesta manera es convertia en el primer neerlandès a vestir-lo, sent aclamat al seu país. L'èxit fou breu, ja que l'endemà, mentre defensava el seu lideratge, va caure per un barrac de 70m en el descens del coll de l'Aubisque, veient-se obligat a la retirar. D'aquest fet sorgí el motiu el supervivent de l'Aubisque.
El 1953 es convertí també en el primer neerlandès a guanyar una etapa i vestir la maglia rosa del Giro d'Itàlia.
També va guanyar 2 vegades el campionat nacional en ruta i diverses vegades altres campionats nacionals.

## Palmarès
- 1949
  -  Campió dels Països Baixos de persecució
  - Vencedor d'una etapa de la Volta als Països Baixos
  - 1r del Premi de Putte
- 1950
  - 1r de la Bordeus-París
  - 1r del Premi de Bruges
  - 1r del Premi d'Houthalen
  - 1r del Premi d'Oostkamp
  - 1r del Premi de Sant-Willebrord
- 1951
  -  Campió dels Països Baixos de contrarellotge per clubs
  - Vencedor d'una etapa al Tour de França
  - 1r del Premi d'Etten-Leur
- 1952
  -  Campió dels Països Baixos de persecució
  - 1r de la Bordeus-París
  - 1r de la Volta als Països Baixos i vencedor de 2 etapes
  - 1r del Circuit de Limburg
  - 1r a la Nokere Koerse
  - 1r del Premi de Borgerhout
  - 1r del Premi de St-Willebrord
  - 1r del Premi d'Oosterhout
- 1953
  -  Campió dels Països Baixos de persecució
  - 1r del Tour de Flandes
  - Vencedor d'una etapa al Tour de França
  - Vencedor d'una etapa al Giro d'Itàlia
  - Vencedor d'una etapa de la cursa A Través de Bèlgica
  - 1r del Premi Zandvoort
  - 1r del Premi de l'Acht van Chaam
  - 1r del Premi de Belsele
  - 1r del Premi d'Eede
  - 1r del Premi de Kerkrade
  - 1r del Premi de Koewacht
  - 1r del Premi de Leiden
  - 1r del Premi de Pont-L'Abbé
  - 1r del Premi de Rotterdam
- 1954
  - 1r de la Volta als Països Baixos i vencedor de 3 etapes
  - 1r dels 3 Dies d'Anvers
  - Vencedor d'una etapa al Tour de França
- 1955
  -  Campió dels Països Baixos de persecució
  -  Campió dels Països Baixos de contrarellotge per clubs
  - 1r del Circuit Mandel-Lys-Escaut
  - 1r de l'Acht van Chaam
  - Vencedor de 2 etapes de la Volta als Països Baixos
  - 1r del Premi d'Amsterdam
- 1956
  -  Campió dels Països Baixos en ruta
  -  Campió dels Països Baixos de mig fons
  -  Campió dels Països Baixos de contrarellotge per clubs
  - Vencedor d'una etapa de la Volta als Països Baixos
  - Vencedor d'una etapa dels 3 Dies d'Anvers
  - 1r del Premi de Vilvorde
  - 1r del Premi de Maldegem
  - 1r del Premi de Boom
- 1957
  -  Campió dels Països Baixos en ruta
  - Vencedor de 2 etapes de la Volta als Països Baixos
- 1958
  - 1r del Premi d'Etten-Leur
- 1959
  - 1r del Premi de Kruiningen
  - 1r del Premi de Wilrijk
- 1960
  - Vencedor d'una etapa de la Volta als Països Baixos
- 1961
  - 1r de la Bordeus-París
- 1963
  -  Campió dels Països Baixos de contrarellotge per clubs
  - 1r del Circuit de les Tres Ciutats Germanes
  - 1r del Gran Premi de Brasschaat
- 1964
  -  Campió dels Països Baixos de contrarellotge per clubs

### Resultats al Tour de França
- 1951. Abandona (13a etapa). Vencedor d'una etapa. Porta el mallot groc durant 1 etapa
- 1952. 17è de la classificació general
- 1953. 13è de la classificació general. Vencedor d'una etapa
- 1954. 16è de la classificació general. Vencedor d'una etapa
- 1955. 15è de la classificació general. Porta el mallot groc durant 1 etapa
- 1957. 8è de la classificació general
- 1958. 48è de la classificació general. Porta el mallot groc durant 2 etapes
- 1960. 39è de la classificació general
- 1961. Abandona (9a etapa)

### Resultats al Giro d'Itàlia
- 1953. 13è de la classificació general. Vencedor d'una etapa. Porta la maglia rosa durant 1 etapa
- 1954. 19è de la classificació general
- 1957. 16è de la classificació general
- 1960. 32è de la classificació general

### Resultats a la Volta a Espanya
- 1958. 23è de la classificació general
- 1964. 17è de la classificació general